# Delegazione apostolica di Ancona
La delegazione apostolica di Ancona fu una suddivisione amministrativa dello Stato della Chiesa, istituita nel 1816 da papa Pio VII nel territorio delle Marche. Nella sua conformazione definitiva (1831) confinava a ovest e a nord con la delegazione di Urbino e Pesaro, a est con il Mar Adriatico, a sud con la delegazione di Macerata.
Era una delegazione di 2ª classe. In seguito alla riforma amministrativa di Pio IX il 22 novembre 1850 confluì nella Legazione delle Marche (II Legazione). Dopo l'Unità d'Italia, per effetto del decreto Minghetti (22 dicembre 1860), fu trasformata nella provincia di Ancona, con notevole ampliamento territoriale dovuto alle acquisizioni di Castel Colonna, Monterado, Ripe e Senigallia (da Pesaro e Urbino), Cerreto d'Esi, Fabriano, Filottrano, Genga, Loreto, Serra San Quirico e Sassoferrato (da Macerata).